# ぶあいそうな手紙
『ぶあいそうな手紙』（ぶあいそうなてがみ、Aos Olhos de Ernesto）は2019年のブラジルのドラマ映画。
監督はアナ・ルイーザ・アゼヴェード、出演はホルヘ・ボラーニとガブリエラ・ポエステルなど。
ブラジル南部の街ポルトアレグレを舞台に、視力をほとんど失った老人と、彼のために手紙の代読と代筆をする女性の交流を描いている。
2019年のサンパウロ国際映画祭で批評家賞、同年のウルグアイ・プンタデルエステ国際映画祭で男優賞と観客賞を受賞した。

## ストーリー
ブラジル南部の地方都市ポルト・アレグレ。46年前に隣国ウルグアイから移り住んできた78歳の老人エルネストは、妻を亡くして以来、アパートで1人暮らしを続けている。身体は健康だが視力が衰え、日常生活にも支障を来すようになっていたエルネストに、サンパウロで妻子と暮らす1人息子のラミロは、アパートの部屋を売り払って一緒に暮らすように言うが、エルネストは頑として1人暮らしをやめようとはしない。
ある日、ウルグアイ時代の旧友オラシオの妻ルシアから手紙が届く。しかし、自分では読めないエルネストは、ふとしたことで知り合った若い女性ビアに代読を頼むことになる。手紙はオラシオの死を伝えるものだった。これをきっかけにビアを気に入ったエルネストはルシアへの返事の手紙の口述筆記をビアに頼む。ビアは恵まれない環境で育ち、今も荒んだ生活を送っているが、知的好奇心は旺盛で、そんな彼女にエルネストは本を譲ったり、部屋を貸してやったりするなど親身に接するようになる。しかし、ビアを訝しむ家政婦のクリスティナはエルネストがビアに騙されていると信じ込み、ラミロに告げ口をしようとしたことでエルネストからクビを言い渡される。エルネストとビアはルシアとの手紙のやりとりを通じて徐々に祖父と孫娘のような関係になっていく。その中でオラシオとルシアを引き合わせたのがエルネストであること、またエルネストとルシアがかつて男女の関係にあったことが明らかになる。
ある日、隣の部屋で暮らすハビエルの妻エルビラが急死する。エルネストにとって唯一の友人であったハビエルは、妻を埋葬するために娘とブエノスアイレスに行き、そのままそこで暮らすという。そしてハビエルからビアは若くて未来があると指摘されたエルネストは意を決する。部屋を出て行こうとしていたビアにアパートの部屋を預けると、エルネストは荷物をまとめてウルグアイに向かい、ルシアを訪ねる。突然の訪問にルシアは驚きつつも、エルネストを喜んで家に招き入れる。

## キャスト
- エルネスト: ホルヘ・ボラーニ - 視力の衰えた独居老人。ウルグアイからの移民。78歳。
- ビア: ガブリエラ・ポエステル - 犬の散歩係として働く女性。23歳。
- ハビエル: ホルヘ・デリア - エルネストの隣人で友人。アルゼンチンからの移民。
- ラミロ: ジュリオ・アンドラーヂ（ポルトガル語版） - エルネストの息子。サンパウロ在住。

## 封切り
2019年の釜山国際映画祭で初公開された。
本国ブラジルでは2020年4月2日に一般劇場公開される予定だったが、新型コロナウイルスの感染拡大によって延期され、日本での2020年7月18日の公開が世界で最も早い劇場公開となった。